# Цоколаєв Ельдар Веніамінович
Ельдар Веніамінович (Калсинович) Цоколаєв-Качалаєв (21 квітня 1929, місто Буйнакськ, тепер Республіки Дагестан, Російська Федерація — 2006, місто Москва) — радянський військовий діяч, командувач Військово-Повітряних сил Прикарпатського військового округу. Депутат Верховної Ради УРСР 10-го скликання.

## Біографія
Закінчив середню школу в Північно-Осетинській АРСР. У 1949—1952 роках — курсант авіаційної спецшколи, курсант Єйського військово-морського авіаційного училища льотчиків імені Сталіна.
У 1952—1962 роках — командир екіпажу, командир авіаційної ланки, командир авіаційної ескадрильї авіації Тихоокеанського флоту.
Член КПРС з 1954 року.
У 1962—1964 роках — слухач Військово-повітряної академії у Моніно Московської області.
З 1964 року — командир авіаційного полку ВПС Південної групи військ в Угорській Народній Республіці. У 1969—1972 роках — командир авіаційної дивізії ВПС Південної групи військ біля міста Будапешта.
У 1971 році закінчив Вищі академічні курси при Військовій академії Генштабу.
У 1972—1974 роках — заступник командувача 14-ї повітряної армії Прикарпатського військового округу із бойової підготовки. У 1974—1977 роках — 1-й заступник командувача 14-ї повітряної армії Прикарпатського військового округу.
У січні 1977—1980 роках — командувач 14-ї повітряної армії Прикарпатського військового округу. У 1980 — серпні 1983 року — командувач Військово-Повітряних сил Прикарпатського військового округу.
У 1984—1988 роках — командувач Військово-Повітряних сил військ Далекого Сходу — заступник головнокомандувача військ Далекого Сходу.
У 1985 році екстерном закінчив Військову академію Генерального штабу.
З 1988 року — заступник начальника Військово-повітряної інженерної академії імені Жуковського із оперативно-тактичної підготовки. З 1989 року — у відставці.
Похований на Троєкуровському цвинтарі міста Москви.

## Звання
- генерал-майор авіації (1972)
- генерал-лейтенант авіації
- генерал-полковник авіації (1983)

## Нагороди
- орден Червоного Прапора (1977)
- орден «За службу Батьківщині у Збройних Силах СРСР» ІІІ ст.
- ордени
- медалі
- заслужений військовий льотчик СРСР